# 布雷桑维多
布雷桑维多（義大利語：Bressanvido），是意大利威尼托大区维琴察省的一个市镇。总面积8平方公里，人口3135人，人口密度391.9人/平方公里（2009年）。国家统计（ISTAT）代码为024016。